# Pierre Buyck
Pierre François Buyck (Brugge, 23 mei 1805 - aldaar, 31 december 1877) was een Belgisch architect, voornamelijk bekend als provinciaal architect van West-Vlaanderen.

## Levensloop
Pierre Buyck was de zoon van Jean-François (1761-1836), die werkte bij de dienst "Bruggen en Wegen". Hij liep school aan de Brugse academie, afdeling architectuur, van 1816 tot 1824.
Onder het Verenigd Koninkrijk der Nederlanden werkte hij als toezichter op bruggen, wegen en waterlopen, bij de administratie van de Rijkswaterstaat.
Vanaf 1831 en tot in 1841 was hij in dienst van de stad Brugge, onder de leiding van stadsarchitect Jean-Brunon Rudd. Hij werd ook leraar aan de Brugse academie.
In 1842 werd hij in opvolging van Jean-Augustin Van Caneghem aangesteld als provinciaal architect in West-Vlaanderen, verantwoordelijk voor de arrondissementen Brugge, Oostende, Veurne en Diksmuide. In die functie ontwierp hij talrijke kerken, pastorieën en gemeentescholen in het noordelijke deel van West-Vlaanderen.
Buyck kreeg ook de leiding over de restauratie van verscheidene historische gebouwen. Zo had hij een belangrijke inbreng in de uitvoering van het ontwerp van Robert Dennis Chantrell voor de Sint-Salvatorskathedraal in Brugge.
Hij werd in zijn activiteiten opgevolgd door zijn zoon, René Buyck.

## Werken(Selectie)

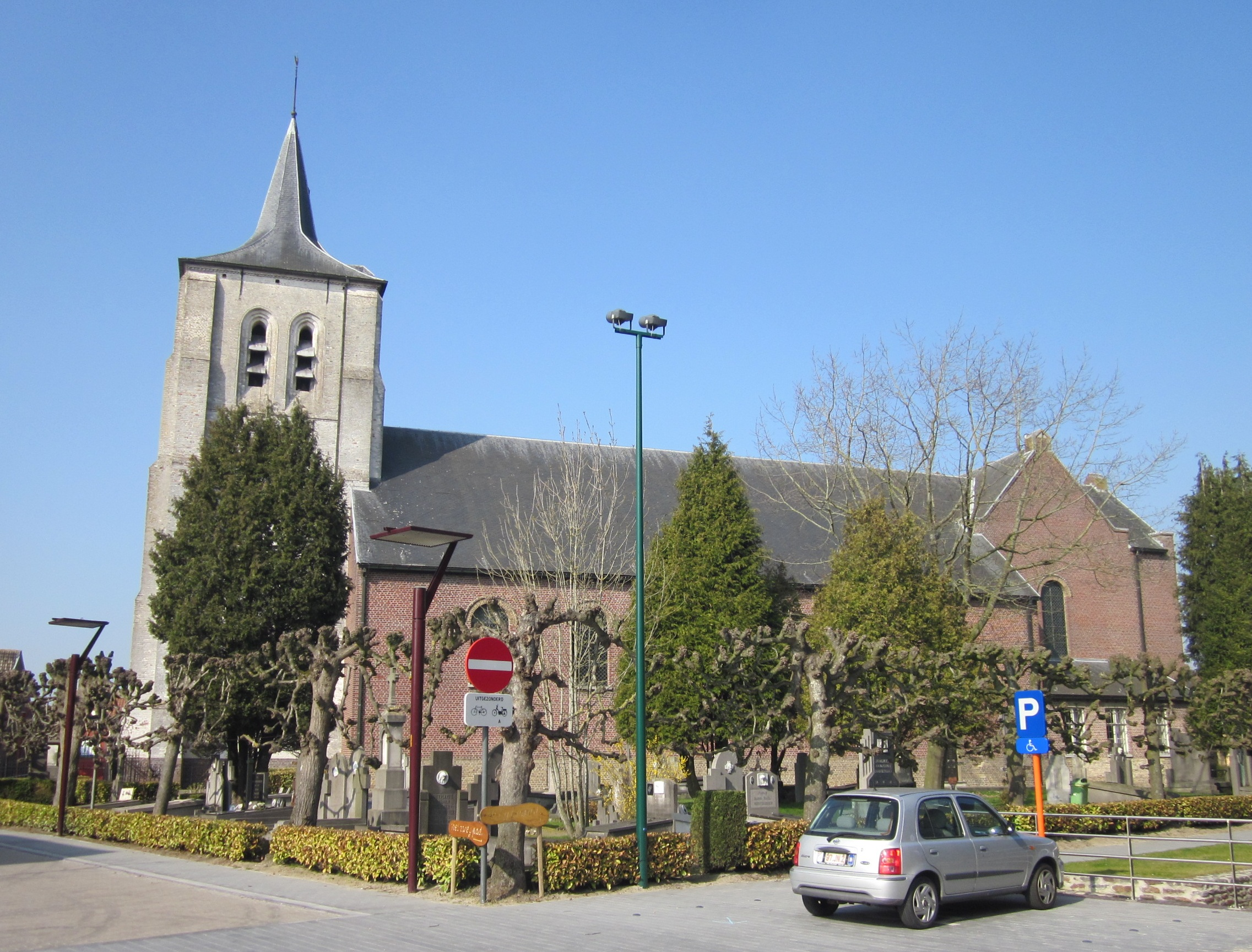
De Sint-Laurentiuskerk in Zedelgem

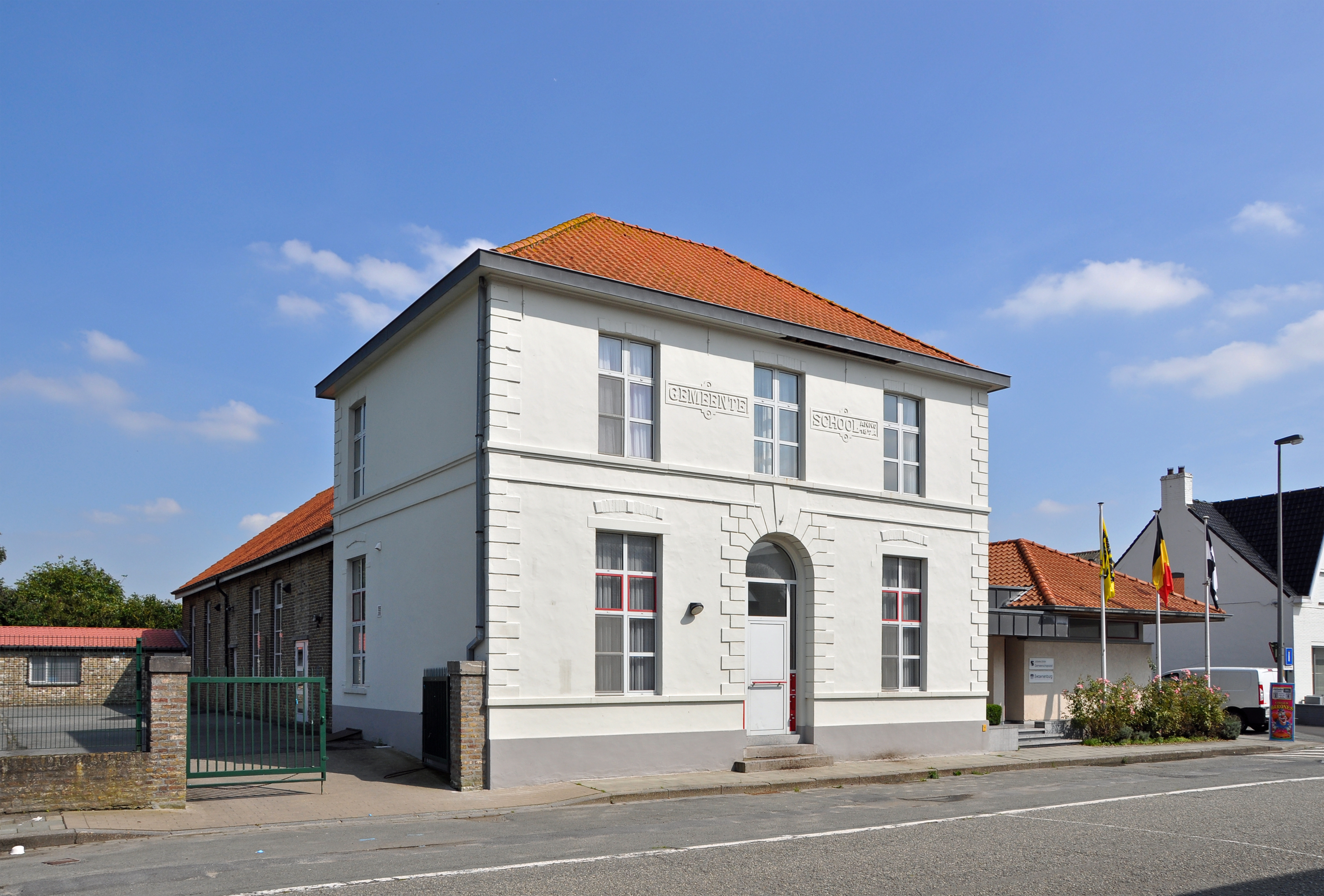
De voormalige gemeenteschool in Stalhille, typisch voorbeeld van een door Pierre Buyck ontworpen schoolgebouw

Buyck bouwde zowel in neoclassicistische stijl, als in neoromaanse of neogotische stijl.
Enkele van de kerken die hij bouwde:
- 1841-1848: Sint-Gertrudiskerk. Bovekerkestraat, Bovekerke (Koekelare). Neoromaanse stijl.
- 1845: Sint-Pieter-op-den-Dijkkerk. Blankenbergse Steenweg, Sint-Pieters-op-den-Dijk, Brugge. Vergroting van de bestaande kerk in neoclassicistische stijl.
- 1845-1846: Sint-Laurentiuskerk. Kerkplein, Zedelgem. Neoclassicistische stijl.
- 1851-1853: Kerk van de H. Maria Magdalena en H.Catharina. Schaarstraat, Brugge.
- 1852: Sint-Medarduskerk. Eernegem-Markt, Eernegem  (Ichtegem). Neogotiek.
- 1853-1867:  Onze-Lieve-Vrouw-Tenhemelopnemingskerk. Kerkstraat, Gistel. Neogotische stijl.
- 1854- ~1858: Sint-Bartholomeüskerk. Pollinkhovestraat, Pollinkhove (Lo-Reninge). Gotiek en neogotiek.
- 1855: Sint-Audomaruskerk. Dorpsstraat, Adinkerke. Bouw van de kerk in neogotische stijl, met uitzondering van de reeds bestaande toren.
- 1858: Sint-Amanduskerk. Kerkweg, Ichtegem. Laatgotisch gebouw, verbouwd en uitgebreid met twee gotische zijbeuken.
- 1863-1864: Sint-Vincentiuskerk. Ramskapellestraat, Ramskapelle. Neogotische stijl.
- 1864-1865: Veldegem
- 1867-1874:  Onze-Lieve-Vrouwekerk. Mariastraat, Oudenburg. Neogotiek.
- 1869: Sint-Andries- en Sint-Annakerk, Gistelsesteenweg, Brugge. Neogotische stijl. In samenwerking met architect Deshuyser.
- 1871-1875: Sint-Antonius Abtkerk. Sint-Jozefsstraat, Heist (Knokke-Heist). Neogotiek.
- 1871-1876: Sint-Rickierkerk. Kerkstraat, Bredene. Neogotische stijl.

Een aantal door Pierre Buyck gebouwde kerken, werd vernield door het geweld van de Eerste Wereldoorlog. Deze bedehuizen, weder opgebouwd met een wezenlijke inbreng van andere architecten, werden niet in bovenstaande lijst opgenomen.